# -isme
-isme er et suffiks, der bruges til at danne navneord, der som regel betegner større, holdningsprægede tankesystemer, ideologier eller overbevisninger. Med tiden er det desuden blevet et navneord, så man kan tale om "en isme".

## Etymologi
Suffikset kan føres tilbage til det græske suffix -ισμός -ismós, der primært tjente til fra verber at danne nominer, der betegnede det at udføre pågældende verbalhandling, således dannedes af verbet κυνίζω kynízō "at handle som en kyniker" nominet κυνισμός kynismós "det at handle kynisk, kynisme". I sådanne anvendelser blev suffikset indlånt i latin som -ismus, hvorfra det videre spredte sig til de øvrige europæiske sprog.

## Anvendelse
På dansk bruges suffikset til at danne substantiver, der betegner en lang række forskellige ting:
- en tidsperiode: renæssance, romantisme (se også romantikken), nyklassicisme
- en holdning eller en egenskab: ateisme, pacifisme, kynisme, rindalisme, optimisme, kasualisme
- en bestemt lære, bevægelse eller retning inden for politik, filosofi, religion, kunst m.fl.: katolicisme, surrealisme, nazisme, royalisme, nihilisme, behaviourisme, McCarthyisme
- en politisk-økonomisk skik eller organisationsform: parlamentarisme, kolonialisme, kapitalisme, socialisme, fascisme, nationalisme
- en patologisk tilstand: mongolisme, albinisme, stigmatisme, reumatisme, alkoholisme
- en fysisk kraft eller proces: magnetisme, metabolisme
- en fysisk genstand: mekanisme, organisme
- et udtryk, som er karakteristisk for et bestemt sprog, en udtryksform eller en bestemt tænkemåde: anglicisme, latinisme, germanisme, eufemisme, slavisme, syllogisme, truisme
- et fonetisk eller lingvistisk fænomen: konsonantisme, vokalisme